# Супермен (фільм, 1978)
«Супермен» (англ. Superman) — британсько-американський фантастичний фільм 1978 року, екранізація коміксів про Супермена. Фільм знімався одночасно з його продовженням «Супермен 2», які пов'язані між собою сюжетно.
Він описує історію появи Супермена та його перші кроки в перетворенні на захисника Землі. Як єдиний уцілілий житель планети Криптон, Супермен у земних умовах набуває надзвичайних сил, якими користується для допомоги людям. Однак мільярдер Лекс Лютор вбачає в ньому загрозу для здійснення свого злочинного плану.

## Сюжет
На планеті Криптон учений Джор-Ел з криптонської Вищої ради, бере участь у суді над заколотниками: генералом Зодом, Ноном та Урсою. Злочинців засуджують до вигнання у Фантомну зону. Незабаром Джор-Ел виявляє, що Криптон неминуче загине через вибух своєї зорі. Вища рада не дослухається до його попереджень. Аби врятувати свого малого сина Кел-Ела, Джор-Ел відправляє його в капсулі на Землю. Планета вибухає, а Кел-Ел приземляється біля Смолвіля, штат Канзас.
Хлопчика знаходять Джонатан і Марта Кент, а той піднімає їхню вантажівку. Вони вирішують виростити Кел-Ела як свого власного, назвавши його Кларком на честь дошлюбного прізвища Марти. Коли хлопчик виростає, він розкриває свої надлюдські здібності, такі як дуже швидкий біг.
Після смерті Джонатана від серцевого нападу 18-річний Кларк чує телепатичний сигнал і знаходить у підвалі зелений кристал у залишках своєї капсули. Це змушує його вирушити в Арктику, де він користується кристалом, щоб створити Фортецю Самотності. Всередині Фортеці голограма Джор-Ела пояснює справжнє походження Кларка. Кларк подорожує всесвітом, навчається від голограми та отримує синьо-червоний костюм з родовим гербом свого роду.
Повернувшись через 12 років, Кларк стає репортером у газеті «Daily Planet» у Метрополісі. Він знайомиться з колегою Лоїс Лейн, яку захищає від грабіжника. Коли Лоїс потрапляє в аварію з вертольотом, Кларк вперше публічно використовує свої сили, щоб врятувати її, вразивши натовп, що зібрався внизу. Потім він перешкоджає злодієві, ловить грабіжників, рятує кота й літак. Керівник «Daily Planet» Перрі Вайт хоче, щоб газета дізналася більше про супергероя. Наступного вечора Кларк відвідує Лоїс у її пентхаусі для інтерв'ю та бере її з собою в політ. Згодом Лоїс пише статтю, називаючи супергероя «Супермен», але не виказуючи, що це Кларк Кент.
Тим часом кримінальний геній Лекс Лютор дізнається про випробування ракети ВМС США з ядерним зарядом. Він купує велику ділянку землі, а його помічник Отіс перепрограмовує ракети на дистанційний вибух над розломом Сан-Андреас. Лютор виявляє, що нещодавно знайдений метеорит походить із Криптону та позбавляє Супермена сил через присутність у ньому мінералу, названого криптонітом. Після того, як він, його коханка Єва Тешмахер і Отіс дістали шматок метеорита, Лютор заманює Супермена до свого підземного лігва і розкриває власний план. Вибух ракет спричиниться землетрус, через який уся частина США на захід від розлому потоне. Таким чином ціна на придбану Лютором землю зросте і він отримає величезні прибутки. Супермен запобігає вибуху однієї ракети, але не може завадити вибуху другої через випромінювання криптоніту.
Тешмахер жахається, що її мати загине через авантюру Лютора. Тешмахер допомагає Супермену втекти з лігва Лютора за умови, що він врятує її матір. Супермен відводить одну ракету у відкритий космос, але друга вибухає в розломі. По всій Каліфорнії спалахують потужні землетруси, тріскається міст Золоті Ворота та прориває дамбу Гувера. Супермен спускається під землю та закриває розлом. Потім він встигає врятувати поїзд, фотографа на дамбі, та поспішає до Лоїс, чиє авто провалилося в розщелину. Але він не встигає врятувати її, Лоїс задихається під брудом і камінням.
Розгніваний цим, Супермен ігнорує попередження Джор-Ела не втручатися в життя людства, і пригадує слова Джонатана, що він опинився на Землі задля вищої мети. Супермен розганяється навколо Землі до надсвітлової швидкості та потрапляє в минуле за кілька хвилин до загибелі Лоїс. Впевнившись, що їй більше ніщо не загрожує, Супермен доставляє Лютора й Отіса до в'язниці. Тоді виявляється, що Лютор носив перуку, він знімає її та постає в своєму класичному образі. Потім Супермен злітає в космос, дивлячись на світанок.

## У ролях
- Крістофер Рів — Супермен (Кел-Ел, Кларк Кент)
- Джин Гекмен — Лекс Лютор
- Марго Кіддер — Лоїс Лейн
- Марлон Брандо — Джор-Ел
- Нед Бітті — Отіс
- Валері Перрайн — Єва Течмахер
- Джеккі Купер — Перрі Вайт
- Марк МакКлюр — Джиммі Олсен
- Джефф Іст — юний Кларк Кент
- Гленн Форд — Джонатан Кент
- Тревор Говард — перший старійшина
- Джек О'Геллоран — Нон
- Марія Шелл — дослідниця Вонд-Ах
- Теренс Стемп — генерал Зод
- Філліс Такстер — Марта Кент
- Сюзанна Йорк — Лара
- Сара Дуглас — Урса

## Саундтрек
| Список треків | Список треків                              | Список треків |
| #             | Назва                                      | Тривалість    |
| ------------- | ------------------------------------------ | ------------- |
| 1.            | «Theme from Superman (Main Title)»         | 4:28          |
| 2.            | «The Planet Krypton»                       | 4:49          |
| 3.            | «Destruction of Krypton»                   | 6:04          |
| 4.            | «The Trip to Earth»                        | 2:26          |
| 5.            | «Love Theme from Superman»                 | 5:05          |
| 6.            | «Leaving Home»                             | 4:54          |
| 7.            | «The Fortress of Solitude»                 | 8:29          |
| 8.            | «The Flying Sequence/You Can Read My Mind» | 8:10          |
| 9.            | «Super Rescues»                            | 3:26          |
| 10.           | «Superfeats»                               | 5:02          |
| 11.           | «The March of the Villians»                | 3:36          |
| 12.           | «Chasing Rockets»                          | 7:37          |
| 13.           | «Turning Back the World»                   | 2:07          |
| 14.           | «End Title»                                | 6:27          |
| 72:40         |                                            |               |

## Створення
Вперше ідея фільму про Супермена виникла в Іллі Салкінда наприкінці 1973 року. У листопаді 1974 року, після тривалого складного процесу з DC Comics, права на фільм про Супермена були придбані Іллею, його батьком Олександром Салкіндом та їхнім партнером П'єром Шпенглером. DC хотіла скласти список акторів, які повинні були бути розглянуті на роль Супермена, і схвалила вибір продюсера: Мухаммед Алі, Аль Пачіно, Джеймс Каан, Стів Макквїн, Клінт Іствуд та Дастін Гоффман.
Ілля хотів найняти режисера Стівена Спілберга, але Олександр був налаштований скептично. Фільм Спілберга «Щелепи» був дуже успішним, що спонукало продюсерів запропонувати Спілбергу посаду в своєму фільмі, але на той час Спілберг уже взявся за «Близькі контакти третього ступеня». Тому режисером був найнятий Гай Гамільтон. Сценарій був представлений у липні 1976 року. Сценарії «Супермена» та «Супермена II» писалися разом і складали понад 400 сторінок.
Основне знімання почали 28 березня 1977 року на Pinewood Studios зі сцен Криптону. Оскільки «Супермен» знімали одночасно з «Суперменом II», фільмування тривало дев'ятнадцять місяців, до жовтня 1978 року. Спочатку планували, що вони триватимуть від семи до восьми місяців, але під час виробництва виникли проблеми. Джон Беррі працював художником-постановником, а Стюарт Крейг і Норман Рейнольдс працювали артдиректорами. Дерек Меддінгс і Лес Бові стали керівниками візуальних ефектів. Стюарт Фріборн був гримером, а Баррі, Девід Томблін, Джон Глен, Девід Лейн, Роберт Лінн і Пітер Даффелл і Андре де Тот, які не вказані в титрах, поставили другу сцену. Вік Армстронг був найнятий як координатор трюків і дублер Ріва; його дружина Венді Ліч дублювала Кіддер. Супермен також був останнім повним фільмом оператора Джеффрі Ансворта, який помер під час постпродакшну. Фортеця самотності була побудована в Shepperton Studios і на Pinewood's 007 Stage. Нью-Йорк слугував місцем знімання Метрополіса, тоді як New York Daily News Building стала місцем розташування офісів «Daily Planet». Також використовували Бруклін-Гайтс. Знімання у Нью-Йорку тривали п'ять тижнів, припавши в тому числі на масштабні відключення електроенергії в Нью-Йорку в 1977 році. Виробництво перенесли в Альберту для сцен у Смолвілі. Коротке знімання також вібулося у Геллапі, Нью-Мексико; озеро Мід; і Гранд-Сентрал-Стейшн.
Для знімання використовували масштабні моделі. Модель мосту Золоті Ворота мала 20 м завдовжки та 6 м заввишки. Інші мініатюри включали Купол Ради Криптону і дамбу Гувера. Прискорене знімання використовували для імітації величезної кількості води для сцен руйнування дамби Гувера. Фортеця Самотності була поєднанням натурного декору та намальованих фонів. Автомобільні аварії на мосту Золоті Ворота були сумішшю моделей і каскадерів на занедбаній злітно-посадковій смузі. Футбольний удар молодого Кларка Кента був виконаний дерев'яним м'ячем, завантаженим у повітряну гармату. Костюм Супермена мусив бути набагато темнішим, ніж це видно в фінальній версії, щоб при використанні синього хромакею не стати прозорим. Сяйливі костюми, які носять криптонці, були зроблені з того самого матеріалу, який використовували для світловідбивних екранів при фільмуванні.